# Maria-Magdalenen-Kirche (Lauenhagen)

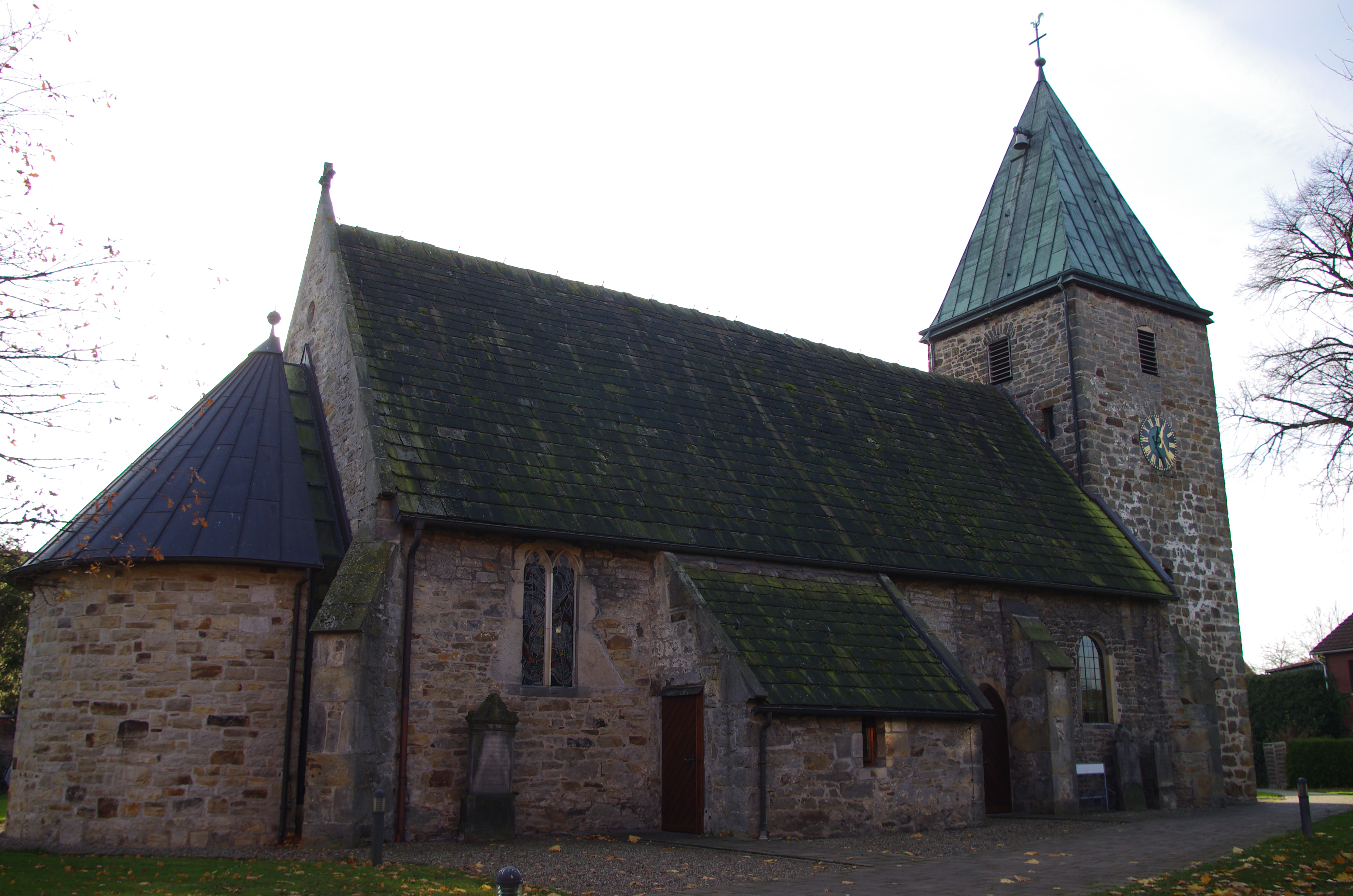
Maria-Magdalenen-Kirche

Die evangelisch-lutherische, denkmalgeschützte Maria-Magdalenen-Kirche steht in Lauenhagen, einer Gemeinde im Landkreis Schaumburg in Niedersachsen. Die Kirchengemeinde gehört zur Evangelisch-Lutherischen Landeskirche Schaumburg-Lippe.

## Beschreibung
Die Kirche wurde bereits 1253 erwähnt, sie erhielt ihre heutige Größe durch einen einschneidenden Umbau um 1500. Die alte Mauersubstanz wurde teilweise erhalten. Die rechteckige Saalkirche aus Bruchsteinen hat einen quadratischen, mit einem Pyramidendach bedeckten Kirchturm im Westen, in dem eine 1493 gegossene Kirchenglocke hängt. Die Wände des Langhauses werden von Strebepfeilern gestützt. Im östlichen Joch befindet sich ein als Biforium gestaltetes Maßwerkfenster. Die vier Joche des Langhauses sind mit einem querrechteckigen Kreuzrippengewölbe überspannt, das mit Ausnahme des westlichen Jochs weder auf Konsolen noch auf Diensten aufgelagert ist. Ein hochrechteckiges Altarretabel stammt aus dem ersten Viertel des 17. Jahrhunderts. Die übrige Kirchenausstattung ist teils aus der Renaissance und teils neuzeitlich. Zur Renaissance gehört die Kanzel. Zur Neuzeit zählt der Flügelaltar, den 2003 Werner Petzold schuf. Die Kirche wurde 2007 grundlegend restauriert und um die Apsis erweitert.